# Ricky Federau
Ricky Federau (ur. 8 października 1981 w Abbotsford) – kanadyjski kolarz górski, dwukrotny medalista mistrzostw świata MTB.

## Kariera
Pierwszy sukces w karierze Ricky Federau osiągnął w 1999 roku, kiedy wspólnie z Rolandem Greenem, Alison Sydor i Ryderem Hesjedalem zdobył brązowy medal w sztafecie cross-country na mistrzostwach świata w Åre. Wynik ten powtórzył na rozgrywanych cztery lata później mistrzostwach świata w Lugano. W zawodach tych Kanadyjczycy wystąpili w składzie: Roland Green, Ricky Federau, Max Plaxton i Christina Redden. Trzykrotnie zdobywał indywidualne medale mistrzostw kraju w cross-country, w tym złoty w 2004 roku. Nigdy nie wystąpił na igrzyskach olimpijskich.